# 사사키 마사토 (1992년)
사사키 마사토(일본어: 佐々木 雅人, 1992년 4월 9일 ~ )는 일본의 전 축구 선수이다.

## 구단 경력
그는 2015년부터 2017년까지 J리그의 YSCC 요코하마, 후지에다 MYFC에서 활동하였다.